# イジュームの戦い (2022年)
イジュームの戦い（イジュームのたたかい）は、ロシアによるウクライナ侵攻中のウクライナ北東部攻勢において、2022年3月にハルキウ州イジュームの町の支配を巡って起きたロシアとウクライナ間の軍事交戦である。イジュームは交通結節点として重要な地域であり、ロシア軍はハルキウ州の同軍部隊がドンバス地域の同軍部隊と連携を行えるようにするためにイジュームの制圧を目指した。
地元当局によると、イジュームの住宅の80％が戦闘で破壊された。

## 戦闘経過
イジュームへのロシアの攻撃は2022年2月28日から始まった。3月3日、ロシア軍によるロケット攻撃が行われ、8人の民間人が死亡し、町の中央病院が重大な被害を受けた。翌日、ロシア軍はイジュームへと進軍し、北部郊外に到達した。3月6日までに、ロシア軍はイジュームの2つの地区とその鉄道駅を支配していた。
3月7日の夕方、ロシアのオンラインメディアはイジュームをロシア軍が制圧したと報じたが、この主張は公式には確認されていない。翌日、イジュームの支配を巡りロシア軍とウクライナ軍の間で戦闘が勃発し、ロシア軍は最終的に撃退された。 3月9日から10日の間に、2250人の民間人がイジュームから避難し、ロシア軍は町に向かって徐々に進軍し続けた。
3月12日、ロシア軍がイジューム北部を制圧した。翌日、ロシア軍はさらに前進したが、ウクライナ軍によると、最終的には撃退された。
3月15日から16日の間に、ロシア軍はイジューム南部を占領したが、ウクライナ軍はその直後に南部の奪還に成功した。3月17日、米国防総省の関係者は、イジュームが再びロシア軍に制圧されたと報告したが、この主張は戦争研究所（ISW）によって否定された。ロシア軍はバルビンキフスキー高速道路近くのドネツ川を渡ったが、ウクライナ軍による待ち伏せ攻撃を受け、進軍を停止した。翌日も戦闘が続いた。 
3月19日から20日の間に、イジューム中心部を制圧しようとする新たなロシアの試みは撃退された。ロシアの前進を阻止するためにウクライナ軍によって一部が破壊された2つの車両橋を迂回するために、戦闘中にロシアの工兵部隊がドネツ川に浮橋を架けようとしたが、待ち伏せ攻撃を受け、工兵部隊の指揮官ニコライ・オヴチャレンコ大佐を含む19人のロシア兵が死亡し、46人が負傷した。最終的に、ロシア軍は2つの浮橋の建設に成功し、ロシアの戦車が川を渡り、イジュームのウクライナ支配地域を包囲した。3月22日にはウクライナ軍が町の支配を取り戻すために反撃を試みた。
3月24日、ロシア軍はイジュームを完全に制圧したと発表したが、ウクライナは戦闘が依然として続いていると表明し否定した。地元当局者によると、ロシア軍がイジューム北部を支配し、ウクライナ兵は南部におり、ドネツ川が両軍を隔てているという。同当局者はイジュームは封鎖され、この時点で都市が「完全に破壊された」ことを認めた。 
3月25日、米国防総省の関係者などから、ロシア軍がイジュームの南にあるウクライナの戦線を突破したことが報告され、ロシア軍は10キロ進軍したと報じられた。しかし、ISWは、イジュームのすぐ南にあるカミャンカ村へのロシア軍の攻撃を撃退したというウクライナ軍の発表を引用した。ISWはさらに、ロシア軍が直接攻撃でイジュームの制圧に失敗した後、イジューム包囲を続けるつもりであると述べた。
3月27日までに、ロシア軍はカミャンカ村とイジュームの南西と南東にある他の2つの村を制圧したが、ウクライナ軍はその後3つの村すべてを奪還したと主張した。ウクライナ軍はまた、イジューム付近でロシアのSu-34戦闘機を撃墜したと主張した。2日後、カミャンカがロシアの支配下にあり、ロシア軍がその周辺の陣地を強化し、戦線はスラヴャンスクへの道に沿ってイジュームの南に移った。
4月1日、ウクライナ軍はイジュームがロシアの支配下にあることを認めた。翌日、ウクルインフォルムのインタビューで、イジューム副市長のヴォロディミール・マトソキンは、市内の住宅の80％が破壊され、市内には電力、暖房、水がなかったと主張した。

## 余波
4月3日、ウクライナ政府は、ウクライナの民間人がイジュームの第3自動車化狙撃師団のロシア兵に毒入りケーキを配った後、ロシア兵2人が死亡し、28人が入院したと述べた。
4月4日、英紙ガーディアンは、住民と軍関係者による目撃者の報告に基づいて、イジューム付近で激しい戦闘が続いたと報じた。
4月10日、数人の米国防当局者は、ロシア軍がイジュームとドニプロ間の攻撃作戦に備えてイジュームに集結していると述べた。伝えられるところによると、ロシア軍は4月5日からキエフ軸とスームィ軸の部隊をイジュームに再配置していた。
4月18日、ウクライナはイジューム地域内またはその近くの「多数の集落」を奪還したと主張した。イジューム市内のロシア軍は、ロシア連邦の領土へのイジューム市民の大量移送を開始していた。
2022年4月中旬にロシア軍は東部で新たな攻勢を行い（ドンバスの戦い）、4月20日にイジュームの南と南西に局地的に前進し、ある程度の成功を収めた。 4月26日の時点で、ロシア軍はイジュームの南でゆっくりと前進し続け、翌日にイジューム西の1つの町と、イジューム西20キロの郊外を占領した。2022年4月27日、ウクライナのメディアDefense Expressは、ロシア軍参謀総長のワレリー・ゲラシモフがこの地域でのロシアの攻勢を個人的に指揮するためにイジュームに到着したと主張した。ウクライナ独立通信社によると、ゲラシモフは2022年5月1日にイジューム近郊で負傷したという。2人の米国当局者はゲラシモフが同地域にいたことを認めたが、ウクライナ当局者はウクライナがゲラシモフを特に標的にしていることを否定し、指揮所が攻撃されたとき、ゲラシモフはロシアに戻るために既に出発していたと述べた。ウクライナ当局は、攻撃によりロシアのアンドレイ・シモノフ将軍が死亡したと主張した。

## 2022年9月
2022年9月10日、ハルキウ州でウクライナ軍が大規模な軍事攻勢を展開したことを受け、ロシア軍がイジュームから撤退。同年9月14日にはゼレンスキー大統領が出席して、市庁舎に国旗を掲げる式典が行われた。ウクライナ側はイジューム郊外で複数の集団墓地を発見。発掘作業を進める中で、拷問された形跡がある遺体を多数発見した。